# Sorripas
Sorripas es una aldea española actualmente perteneciente al municipio de Sabiñánigo de donde dista seis kilómetros, en la provincia de Huesca. Pertenece a la comarca del Alto Gállego, en la comunidad autónoma de Aragón.

## Demografía
En 1980 contaba con 28 habitantes y en 1991 con tan solo 21.
| 26         | 36 | 42 |
| (Fuente: ) |    |    |

## Patrimonio
- Iglesia de San Andrés (Sorripas)